# Roger Bigod, IV conde de Norfolk
Roger Bigod (c. 1209-1270) fue el IV conde de Norfolk y mariscal de Inglaterra. Tuvo una riña con el rey Enrique III de Inglaterra y apoyó la rebelión que resultó en las Provisiones de Oxford.

## Herencia
Tras la muerte de su padre en 1225, el adolescente Bigod pasó a la tutela de Guillermo Longespée, III conde de Salisbury. En 1228, siendo todavía menor de edad y estando casado por segunda vez y bajo el tutelaje de Alejandro II de Escocia, recibió las propiedades de su padre, incluyendo el castillo de Framlingham. No obstante, fue hasta 1233 que recibió el condado por parte del rey Enrique III de Inglaterra.
Bigod era ya un magnate adinerado cuando en 1248 recibió vastas tierras en el sur de Gales e Irlanda tras la muerte de su madre. A través de ella, Bigod había obtenido en 1246 el título hereditario de mariscal de Inglaterra, uno de los cargos reales más influyentes de la Inglaterra medieval.

## Carrera
Roger asistió a la Corte de Enrique III e incluso recibió al rey en Framlingham, pero surgieron tensiones sobre el reembolso de las deudas al rey, así como crecientes críticas al gobierno real. En 1255, el cronista Mateo de París registró un intercambio entre ambos personajes; cuando el rey llamó traidor a Bigod, el conde respondió: «Mientes. Yo nunca he sido un traidor, ni lo seré jamás. Si eres justo, ¿cómo puedes hacerme daño?» y el rey replicó: «Puedo tomar tu trigo, trillarlo y venderlo». «Hazlo», dijo Bigod, «y enviaré a tus trilladoras sin sus cabezas». En 1258, Bigod estaba a la cabeza de un grupo rebelde de barones y caballeros que marcharon sobre Westminster Hall, forzando al rey a aceptar importantes reformas constitucionales, conocidas como las Provisiones de Oxford. 
A pesar de tener otras propiedades en todo el país, Bigod siempre conservó su lealtad a Anglia Occidental. Murió en 1270 y fue enterrado, como sus antepasados, en el priorato de Thetford.

## Familia
Era el primogénito y heredero de Hugh Bigod, III conde de Norfolk (1182-1225) y su esposa Maud, hija de William Marshal, conde de Pembroke (1147-1219) y mariscal de Inglaterra. Su hermano más joven fue Hugh Bigod (1211-1266), justiciar de Inglaterra.
Su primer tutor lo casó en 1225 con Isabel de Escocia, condesa de Norfolk, hija de Guillermo el León, rey de Escocia, tras lo que se convirtió en protegido de su cuñado, Alejandro II de Escocia hasta 1228. Roger no tuvo hijos, y fue sucedido por su sobrino Roger Bigod, V conde de Norfolk (1245-1306).